# 黃鱔拳
黃鱔拳，四川省拳術，為中國武術流派之一，屬於象形拳的一種。

## 源流
清朝時四川安岳縣的陳西么爺出川學習武藝，在回川之後編創這門拳法，在陳家本族中流傳，代代相傳

## 特色
黃鱔拳是象形拳的一種，拳法招式模仿黃鱔，結合拳法，手法及攻防動作獨具特色，套路短小精幹，形象生動，技擊性強。
同時兼修五步神砂掌，用一塊廁所裡的見方石頭陰放七天後，用銅砂跟鐵砂及藥劑泡酒洗手，每日練習摩娑練習掌功。

## 來源
1. ↑  毛銀坤《四川武術大全》